# ОШ „Угрин Бранковић” Кучево
ОШ „Угрин Бранковић” у Кучеву, насељеном месту на територији општине Кучево, државна је установа основног образовања.
Школа је основана 1830. године и спада у једну од најстаријих школа у Србији. Поред матичне школе у Kучеву, настава се одвија и у издвојеним одељењима у: Нересници, Буковској, Церемошњи, Шевици,  Равништу, Kучајни и Церовици.
Школу похађа преко 500 ученика, распоређених у 36 одељења.